# Impatiens razanatsoa-charlei
Impatiens razanatsoa-charlei är en balsaminväxtart som beskrevs av Fischer och Raheliv. Impatiens razanatsoa-charlei ingår i släktet balsaminer, och familjen balsaminväxter. Inga underarter finns listade i Catalogue of Life.